# 错木斗江章湖
错木斗江章湖也称章江斗木错，是一个位于中国玉树藏族自治州曲麻莱县北部的一座季节性内陆吞吐淡水湖，地处柴达木盆地南缘巴颜喀拉山一山间盆地内。该湖水位和大小随季节和丰枯年份的变化而变化。水位4396米，湖长6.7米，最大宽6.6千米，平均宽3.13千米，湖面面积21千米，平均水深约7.14米，需水量约1.5亿立方米。湖水以泉集小河补给为主，集水面积约400平方千米。丰水期湖水从东出口向东南流约8千米汇入格涌曲左岸支流雅日加陇曲。湖区属空气稀薄的高海拔地区，交通不便，人迹罕至。